# Josef Korbel
Josef Korbel, původně jako Josef Körbel (20. září 1909, Kyšperk dnes Letohrad – 18. července 1977 Denver, Colorado) byl československý diplomat a americký pedagog, otec americké ministryně zahraničních věcí Madeleine Albrightové v Clintonově kabinetu a učitel Condoleezzy Riceové, pozdější ministryně zahraniční ve vládě George W. Bushe.

## Život
Vyrůstal v Kyšperku (dnes Letohrad), gymnázium studoval v Kostelci nad Orlicí. Rok byl na Sorboně a ve 23 letech se stal doktorem práv na Karlově univerzitě. Po ukončení vojenské služby začal pracovat na ministerstvu zahraničí. Od roku 1934 byl Josef Korbel v diplomatických službách československé vlády a od ledna 1937 do prosince 1938 pracoval jako legační tajemník k vyslanectví v Bělehradě. Po nacistické invazi v roce 1939 donucen odejít přes Jugoslávii do zahraničí. Sloužil jako poradce Edvarda Beneše, československého exilového prezidenta v Londýně, až do porážky nacismu v roce 1945. Po válce se vrátil do Československa a sloužil od května 1946 do roku 1948 jako velvyslanec v Jugoslávii a zároveň byl vyslancem v letech 1947-1948 v Albánii. Po komunistickém puči v roce 1948 byl z Jugoslávie znovu nucen emigrovat.
Poté, co se dozvěděl, že byl odsouzen k trestu smrti v nepřítomnosti, požádal o politický azyl v USA. V USA pracoval jako profesor politických věd na Univerzitě v Denveru v Coloradu, stal se zakladatelem a děkanem školy mezinárodních studií, která nese nyní jeho jméno, a Nadace pro studium sociálních věd. Jedním z jeho studentů byla i Condoleezza Riceová.
Po jeho smrti Universita v Denveru uděluje od roku 2000 Humanitární cenu Josefa Korbela, kterou obdrželo již 28 osob.
O jeho životě vznikl dokumentární film s názvem Muž s dýmkou - portrét Josefa Korbela. Film je postaven na výpovědích Madelaine Albrightové a dalších členů rodiny, vypráví o něm také jeho studentka Condoleezza Riceová. Režie se ujal Josef Císařovský, producentem filmu je Miloslav Doležal, Grant produkce, Praha. Premiéra květen 2011.